# Ludwig Loewe & Co.
Ludwig Loewe & Co. war ein deutsches Unternehmen im Maschinenbau, in der Rüstungsindustrie und in der Elektroindustrie mit Sitz in Berlin, das in verschiedenen Rechtsformen und unter variierenden Firmen von 1861 bis 1942/1943 bestand. Ursprünglicher Unternehmenszweck war der Handel mit Maschinen, später kam die Produktion von Nähmaschinen, Werkzeugmaschinen, Schusswaffen und Munition hinzu. Bereits in den 1890er Jahren wurden die Rüstungsproduktion und die erst kurz zuvor entwickelten Interessen in der Elektroindustrie ausgegliedert, wonach für über drei Jahrzehnte der Maschinenbau im Fokus des Unternehmens stand.

## Unternehmensgeschichte
Ungefähr 1861 gründete Ludwig Loewe das Unternehmen Ludwig Loewe & Co. als Generalagentur für Maschinen. 1869 erfolgte die Umwandlung in eine Kommanditgesellschaft auf Aktien unter der Firma Ludwig Loewe & Co. KGaA, zunächst noch mit dem Zusatz für Fabrikation von Nähmaschinen. Ab den 1870er-Jahren erhielt das Unternehmen Aufträge der preußischen Armee zur Produktion von Gewehren und Munition. Daneben stellte sie Werkzeugmaschinen, Dampfmaschinen und Röhrenkessel nach „System Belleville“ her. In den 1880er-Jahren wurde die Produktion von Nähmaschinen schrittweise eingestellt.

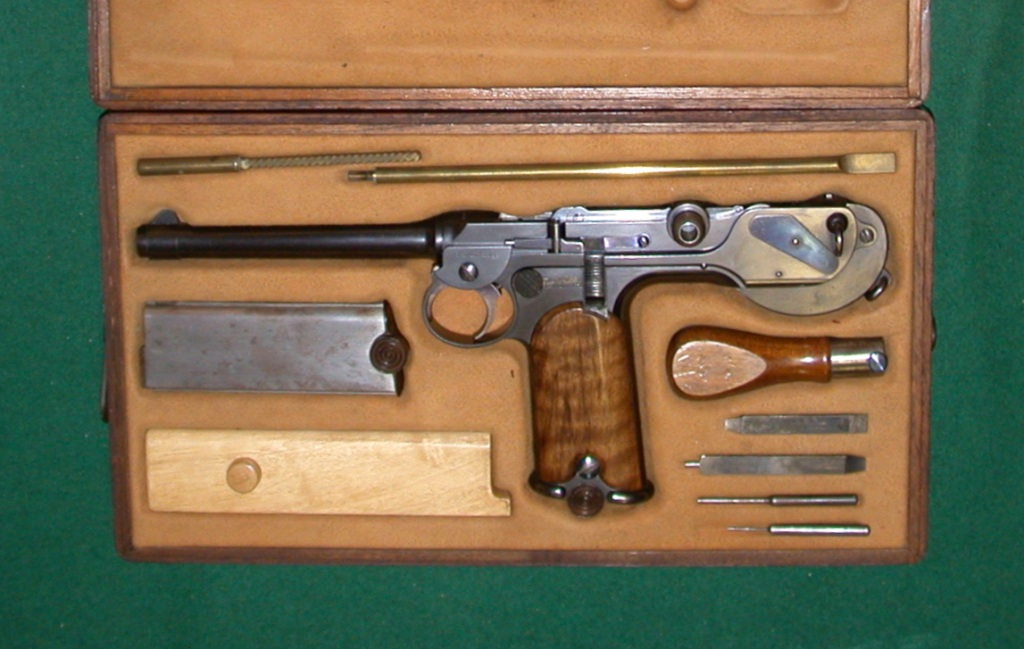
Borchardt C93

Das Unternehmen war an der Waffenfabrik Gebr. Mauser in kontrollierendem Umfang beteiligt. Hugo Borchardt hatte die Borchardt C93 entwickelt, die bei Ludwig Loewe & Co. in Serie gefertigt wurde. Ein Loewe-Angestellter war Georg Luger, der aus der C93 die Parabellum-Pistole einschließlich Magazin und zugehöriger Munition entwickelte.
Für den Russisch-Türkischen Krieg (1877–1878) lieferte Ludwig Loewe & Co. 70.000 Revolver Modell 1874 an die russische Armee.
Nach Ludwig Loewes Tod 1886 übernahm sein jüngerer Bruder Isidor Loewe (1848–1910) die Geschäftsleitung des Unternehmens, in das er 1875 als Prokurist eingetreten war und dem er ab 1878 als Juniorchef mitvorgestanden hatte.
1892 beteiligte sich die Ludwig Loewe & Co. AG ebenso wie die Maschinenfabrik Thyssen & Co. an der von dem US-Unternehmen Thomson-Houston International Electric Company betriebenen Gründung der Union-Elektricitäts-Gesellschaft (UEG), die 1903 eine Interessengemeinschaft mit der AEG einging und im folgenden Jahr vollständig mit ihr verschmolzen wurde.
1893 erfolgte die Umwandlung in eine Aktiengesellschaft. 1894 erhielt Loewe eine Lizenz von Hiram Maxim zur Herstellung des Maxim-Maschinengewehrs. Im gleichen Jahr entstand als Finanzierungs- und Beteiligungsgesellschaft die Gesellschaft für elektrische Unternehmungen (Gesfürel), an der neben Loewe auch die AEG und verschiedene Banken beteiligt waren.
1896 gründete Ludwig Loewe & Co. zusammen mit den Mauserwerken und der Metallpatronen AG die Deutsche Waffen- und Munitionsfabriken AG (DWM). Wegen dieser Auslagerung wurde die eigene Produktion von Waffen und Munition um 1898 weitgehend eingestellt, und das Unternehmen konzentrierte sich auf den Maschinen- und Werkzeugbau „nach amerikanischem System“ und die Fabrikation von Normalien. Ab dem frühen 20. Jahrhundert betrieb sie zudem eine Eisen-, Metall- und Spritzgießerei sowie ein eigenes Laboratorium.
1897 wurde die Lizenz-Produktion der Setz- und Zeilengießmaschine Typograph aufgenommen, die vor 1925 in die Typograph GmbH ausgegliedert wurde.

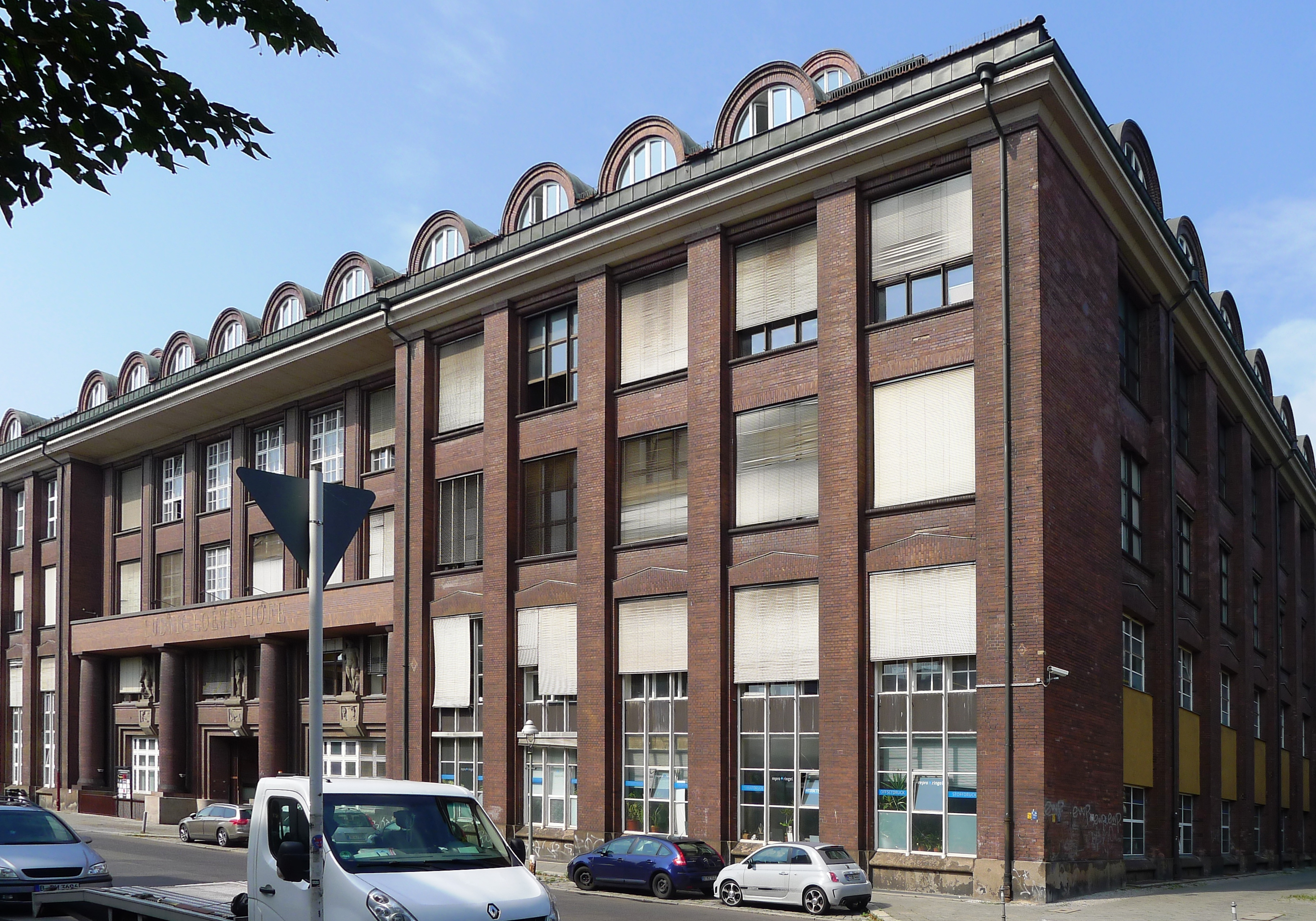
„Ludwig-Loewe-Höfe“

Ein Neubau für die Hauptverwaltung des Unternehmens mit Ausstellungsräumen entstand 1908–1910 nach Entwurf des Berliner Architekten Alfred Grenander in Berlin-Moabit, Huttenstraße 17–19. Grenander entwarf auch den 1914–1916 etwas weiter westlich errichteten Neubau für die Fräs- und Bohrmaschinenfabrik, Wiebestraße 42–45 / Huttenstraße 45–48, der heute als „Ludwig-Loewe-Höfe“ bekannt ist. Beide Gebäude stehen unter Denkmalschutz.
Für den Vertrieb der Werkzeugmaschinen im Rheinisch-Westfälischen Industriegebiet unterhielt das Unternehmen eine Verkaufsniederlassung in Düsseldorf, die seit 1911 in einem eigenen, neu erbauten Geschäftshaus am Wilhelmplatz 3/8 (heute Konrad-Adenauer-Platz) gegenüber dem Düsseldorfer Hauptbahnhof untergebracht war. Das repräsentative, „Ludwig-Loewe-Haus“ genannte Gebäude, eines der ersten Stahlbetonbauten Düsseldorfs, wurde 1939 von der Rheinbahn übernommen, durch Umbauten stark verändert und nach 1945 abgebrochen.
Das Aktienkapital der Gesellschaft wurde nach Inflation und Währungsreform im November 1924 auf 15 Millionen Reichsmark umgestellt. Mitte der 1920er Jahre bildeten Erich Loewe, Ernst Huhn und Oskar Oliven den Vorstand, unterstützt durch Heinrich Moring als stellvertretendes Vorstandsmitglied. Im Aufsichtsrat waren zur gleichen Zeit mehrere deutsche Großbanken und einige der durch Beteiligungen eng verbundenen Unternehmen vertreten.
1929 fusionierte die Ludwig Loewe & Co. AG mit der Gesellschaft für elektrische Unternehmungen zur Gesellschaft für elektrische Unternehmungen – Ludwig Loewe & Co., das Kurzwort Gesfürel wurde weiterhin auch für das fusionierte Unternehmen verwendet.
1936 wurde zur Stützung der in finanzielle Schwierigkeiten geratenen AEG vereinbart, dass die Gesfürel im Rahmen einer Kapitalerhöhung ausgegebene neue AEG-Aktien im Gesamtumfang von 25 Mio. Reichsmark kauft und beide Unternehmen wechselseitig Vertreter in den Aufsichtsrat entsenden.
Bis zum Frühjahr 1937 mussten im Zuge der „Arisierung“ alle „jüdischen“ Vorstands- und Aufsichtsratsmitglieder auf Druck der Nationalsozialisten ihre Ämter verlassen. Die Nachkommen bzw. Erben von Ludwig und Isidor Loewe wurden aus dem Unternehmen gedrängt und verließen Deutschland; der Anhang Ludwig Loewe & Co. wurde aus der Firma des Unternehmens gestrichen. Schließlich wurde die Gesfürel 1942/1943 auf die AEG fusioniert.

## Trivia
1892 beschuldigte Hermann Ahlwardt das Unternehmen Ludwig Loewe & Co., fehlerhafte Gewehre 88 an das Heer zu liefern, um im Sinne einer jüdisch-französischen Verschwörung Deutschland militärisch zu schwächen. Das antisemitische Schmähwort „Judenflinten“ machte die Runde. Als sich seine Beschuldigungen als unhaltbar erwiesen, wurde Ahlwardt wegen Verleumdung zu fünf Monaten Zuchthaus verurteilt, die er aufgrund parlamentarischer Immunität zunächst nicht absitzen musste.